# Maxillaria xylobiiflora
Maxillaria xylobiiflora är en orkidéart som beskrevs av Rudolf Schlechter. Maxillaria xylobiiflora ingår i släktet Maxillaria och familjen orkidéer. Inga underarter finns listade i Catalogue of Life.